# Dongfeng Motor Corporation

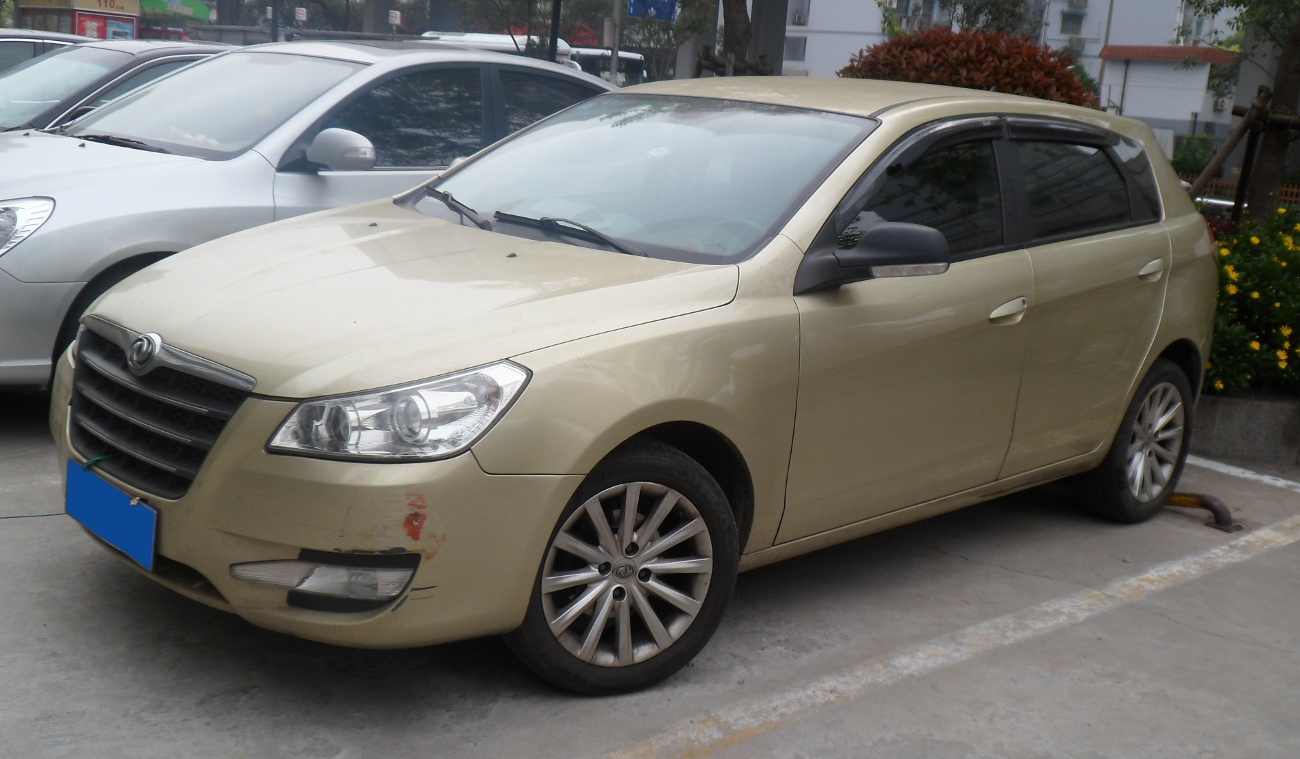
Fengshen H30

Dongfeng Motor Corporation, 东风汽车集团有限公司S (DFM, DFMC o DFC), è un'azienda cinese produttrice di automobili con sede a Wuhan, in Cina.
Tradizionalmente considerata una delle "Tre grandi" produttrici di automobili, oggi Dongfeng è tra le prime 4 insieme a Chang'an Motors, FAW Group, e SAIC Motor.
Oltre alle vetture passeggeri e ai veicoli commerciali, produce anche parti e collabora in joint venture con società straniere direttamente (con Yulon) o tramite Dongfeng Motor Group (con Honda, Stellantis, Renault). Contando sei case automobilistiche mondiali come partner, ha più joint venture con stranieri di qualsiasi altra casa automobilistica cinese.  Altri marchi associati a Dongfeng includono Infiniti, Luxgen e Venucia. 
I veicoli commerciali pesanti e gli autobus sono venduti sotto il marchio Dongfeng anche se nel 2010 il logo "Dual Sparrows" ha iniziato ad apparire sui prodotti di consumo. 
La società è stata la seconda più grande casa automobilistica cinese nel 2014 con un volume di produzione di oltre 3,5 milioni di veicoli l'anno. La produzione di veicoli commerciali quell'anno era superiore a tutti gli altri produttori nazionali, a quasi 450.000.

## Storia
Conosciuta come Second Automobile Works (第二 汽车 制造厂S) fino al 1992, Dongfeng (o "Vento dell'Est" in cinese) fu fondata nel 1969. Le sue origini si trovano in una direttiva del presidente Mao Zedong:  come parte della sua strategia del "Terzo Fronte", la sua posizione nell'entroterra della provincia di Hubei aveva lo scopo di proteggere la Cina dall'invasione straniera. Producendo tradizionalmente veicoli commerciali che nel 2001 costituivano circa il 73% della produzione di Dongfeng. Da allora sino al 2012 questa cifra si è invertita e il 73% dei prodotti sono diventati automobili. Tuttavia la percentuale di offerte al consumo è stata probabilmente inferiore poiché i conteggi delle auto potrebbero includere anche i microvan, piccoli veicoli commerciali popolari in Cina.
Tra il 1978-1985 a fianco delle riforme economiche cinesi basate sul mercato e volute da Deng Xiaoping, Dongfeng fu trasformata da produttore di autocarri pesanti in un'unica impresa gestita centralmente. Questo processo ha portato la collocazione di tutte le operazioni Dongfeng - dalla produzione di parti all'assemblaggio di veicoli - sotto il controllo di una singola entità commerciale e la fusione di sei sedi produttive di autocarri oltre a un certo numero di altre società precedentemente controllate dai governi provinciali. Dopo il 1985 ulteriori riforme hanno permesso a Dongfeng una maggiore autonomia.
Verso la metà degli anni ottanta il suo patrimonio era triplicato rispetto a quello inizialmente concesso dallo Stato nel 1981 e il management spingeva per una maggiore capacità produttiva. Nel 1992 ha avviato la sua prima joint venture con il gruppo francese PSA. Conosciuto come Dongfeng Citroën Automobile Company (DCAC), è stato il precursore di Dongfeng Peugeot-Citroën Automobile Limited (DPCA). Ma nel 1995 la Dongfeng è entrata in difficoltà finanziarie (come lo erano in quel momento altri produttori automobilistici cinesi) che l'hanno costretta nel 1999 a una profonda ristrutturazione.
Nel 2003 Dongfeng realizza joint venture anche con Kia Motors (Dongfeng Yueda Kia), Honda (Dongfeng Honda) e Nissan (Dongfeng Motor Co., Ltd). Nel 2005 Dongfeng Motor Group, holding intermedia del gruppo, è quotata alla Borsa di Hong Kong. Nel 2009 la società vende 1,9 milioni di veicoli. Nel 2011 Dongfeng Motor Group conclude una partnership con la francese Renault.. I due partner decidono di investire nell'impresa 7,78 miliardi di yuan (1,27 miliardi di dollari).
Nel febbraio 2014 Dongfeng Motor Group partecipa alla ricapitalizzazione di PSA Peugeot Citroen, in difficoltà con i conti in perdita, acquisendo il 14% della casa automobilistica francese: nel capitale entra anche lo Stato francese mentre la famiglia cede il comando.
Nell'estate 2017 viene firmata una joint venture tra Renault-Nissan e Dongfeng Motor per sviluppare e vendere in Cina veicoli elettrici. Alla Renault il 25%, alla Nissan il 25%, al gruppo cinese il 50%. Il nuovo veicolo, chiamato eGT, è sviluppato nello stabilimento di Shiyan e l'avvio del processo di produzione venne stabilito nel 2019.
Nell'aprile 2023 viene lanciata la Dongfeng E70, la prima auto elettrica di serie al mondo a montare i motori integrati nelle ruote posteriori.
A giugno 2024, Dongfeng conferma la commercializzazione in Italia con i brand VOYAH e MHERO.